# Вулиця Нафтовиків (Дрогобич)
Вулиця Нафтовиків — одна з вулиць Дрогобича. Знаходиться у південно-західній частині міста. Простягається зі сходу на захід на 1100 метрів. Починається від вулиці Будівельної, № 1, закінчується приляганням до вулиці Горішня Брама.
Пролягає прямою лінією північніше Дрогобицького нафтопереробного заводу. У середній частині вулиці, з північної сторони є озеро, забруднене каналізаційними стоками.

## Назва
Назва походить від професії "нафтовик" - працівників, що проводять дослідження для розвідки і розробки родовищ, видобування нафти, розробляють проекти будівництва підприємств нафтової промисловості, керують бурінням свердловин з видобутку нафти. Вони також розробляють обладнання, яке використовується на нафтових родовищах: кошти для буріння, резервуари для зберігання нафти, підйомники, плавучі бурові платформи і пристрої для освоєння видобутку нафти з нафтоносних шарів. Джерело: https://ua.immigrant.today/canada/14949-robota-v-naftogazovj-promislovost-kanadi.htm

## Історія та забудова
Забудову вулиці можна розділити на три майже рівні частини:
- спочатку особнякова, 1970-х років. На дорозі наявні залишки дуже давнього асфальтування;
- у середній частині у 1970-х рр. побудовані 2 триповерхові та 2 двоповерхові багатоквартирні будинки. Також є два давніші двоповерхові будинки на 8 квартир і два двоповерхові будинки типу казарм по 12 однокімнатних квартир кожен. Дорожнє покриття - втрамбований гравій;
- у кінці забудова нетипова: 6 двоповерхових будівель казармового типу та 3 одноповерхові кількаквартирні будинки. дорожнє покриття - гравій.

## Цікаво знати
До 1967 р. в кінці вулиці діяв виправно-трудовий табір для засуджених на строк до трьох років. Засуджені проживали у будівлях типу казарм та працювали у шахтах Стебника по видобутку калійних солей. Тому на даний час немає документів та схем як прокладені комунікації у цьому районі міста.
Всього на вулиці, станом на 2025 р. наявно 214 домогосподарств.